# Swory
Swory (prononciation : [ˈsfɔrɨ]) est un village polonais de la gmina de Biała Podlaska dans le powiat de Biała Podlaska de la voïvodie de Lublin dans l'est de la Pologne.
Il se situe à environ 14 kilomètres au nord-ouest de Biała Podlaska (siège de la gmina et du powiat) et 97 kilomètres au nord de Lublin (capitale de la voïvodie).
Le village comptait approximativement une population de 540 habitants en 2010.

## Histoire
De 1975 à 1998, le village est attaché administrativement à la voïvodie de Biała Podlaska.

Depuis 1999, il fait partie de la voïvodie de Lublin.